# Emanuele Giudice
Emanuele Giudice (Vittoria, 23 febbraio 1932 – Vittoria, 26 novembre 2014) è stato un politico, scrittore e poeta italiano.
Impegnato fin da giovanissimo nella Federazione universitaria cattolica italiana, ha ricoperto molti incarichi politici e istituzionali. Nel 2002, gli viene assegnato il Premio della cultura della Presidenza del Consiglio dei Ministri.

## Biografia
Emanuele Giudice nasce a Vittoria, in provincia di Ragusa, in una famiglia cattolica. A 18 anni, nel 1950, viene nominato presidente diocesano della Gioventù italiana di Azione Cattolica (GIAC) di Carlo Carretto (1950-55) in concomitanza con l'istituzione della nuova diocesi di Ragusa e successivamente presidente diocesano dei quattro rami dell'Azione Cattolica (1955-1958). Negli anni dal 1952 al 1960 viene eletto presidente della FUCI (Federazione universitari cattolici italiani) di Vittoria.
Laureatosi in giurisprudenza presso la Facoltà di Catania, divenuto avvocato, inizia dapprima la professione forense, per poi divenire dirigente della Cassa mutua commercianti e successivamente dell'Unità Sanitaria di Ragusa. Rappresentante della tradizione cattolico-democratica in provincia di Ragusa, per 40 anni si è dedicato all'impegno politico, ricoprendo numerosi incarichi, tra cui quello di vicesindaco di Vittoria, segretario comunale, provinciale e consigliere nazionale della Democrazia Cristiana.
Negli anni dal 1985 al 1988 è stato presidente della Provincia di Ragusa e, dal 1988 fino al 1992, vicepresidente della stessa. Ha sempre militato nella corrente di base della sinistra Dc, ed è stato, in tante battaglie di civiltà politica, al fianco di Benigno Zaccagnini, Mino Martinazzoli, Guido Bodrato, Ciriaco De Mita, Giovanni Galloni, Luigi Granelli ed altri esponenti della corrente.
All'inizio degli anni '80 si è dedicato alla scrittura, e i suoi interessi letterari si sono rivolti alla saggistica, alla narrativa, alla poesia e alla drammaturgia poetica. Ha collaborato con giornali e riviste su temi di cultura, commento politico e costume. Sue opere sono recensite in diverse antologie.

## Opere
Nel 2001 scrive il suo primo romanzo La morte dell'agave, pianta che, come ricorda lo stesso autore, "fiorisce una sola volta dopo qualche decennio di vita vegetativa e poi muore", alludendo ad un significato simbolico che la pianta può assumere nel  corso delle vicende che si narrano nel romanzo.La storia, ambientata prevalentemente in Sicilia, abbraccia tutta la seconda metà del Novecento, a partire dallo sbarco degli alleati in Sicilia (1943). Il critico Vittoriano Esposito scriverà sull'opera: "[…]Vicende che abbracciano tutta la seconda metà del Novecento, a partire dallo sbarco degli Alleati in Sicilia".
Il romanzo è ambientato appunto in Sicilia, ma con una trama di fatti e implicazioni che si estendono fino a Milano e forniscono addirittura varie ragioni per riflettere su alcuni dei momenti drammatici che più hanno scosso la coscienza di tutti. Si può dire, pertanto, che il romanzo abbia uno sfondo decisamente storico-politico, ma nel senso più nobile della definizione, poiché ne sono protagonisti due fraterni amici che pur nello scontro ideale restano "puri", ossia non contaminati dagli abusi del potere, anzi fermamente convinti di difendere il proprio sogno di una società libera e giusta, anche se militano in schieramenti dai rapporti conflittuali. Cresciuti nel clima fervido del dopo-guerra, da ragazzi fanno esperienza nei partiti di massa e maturano nella persuasione di drizzare le sorti dell'umanità, ma finiscono poi per assistere al crollo della loro utopia, poiché purtroppo non c'è più nessuno disposto ad ascoltare la parola di Marx o di Cristo, in Italia e in Europa. La conclusione sarebbe apparentemente di un amaro pessimismo, dovuto al fallimento concreto su tutti i fronti del proprio impegno. Eppure non tutto si deve ritenere perduto, poiché sognare una realtà diversa e migliore riesce sempre essenziale per l'uomo, in ogni luogo e in ogni tempo.
Siamo d'accordo, pertanto, con l'estensore della nota editoriale sul risvolto di copertina, che si chiude così: "Se c'è dunque una filosofia che domina le tematiche sviluppate dall'Autore, essa è data dall'acuta consapevolezza che al di là della prassi, immaginata come proprium della politica, riemerge sempre e potentemente l'idea, l'immaginazione, il progetto, perfino il mistero che trascende le esangui concretezze della politica". Non si pensi, per via di questi accenni schematici (manca tutta la galleria di personaggi minori, ritratti con pennellate efficacissime, con fatti ed episodi che rendono ben vivo il mondo in cui si muovono), che la materia del romanzo sia arida e scontata. Tutt'altro. Emanuele Giudice, forte di una ventennale esperienza di narratore e saggista, conosce bene i confini che devono dividere l'arte del raccontare dalla passione critica dell'indagare e dell'esporre: egli riesce a far vivere le idee nei personaggi e i personaggi nelle idee che professano mantenendo un giusto equilibrio tra realtà e fin- zione, e disponendo il tutto in un sapiente intreccio di richiami e suggestioni nella memoria dell'io narrante. Ma quello che più conta infine, trattandosi appunto di un romanzo, è che Emanuele Giudice possiede un'assoluta padronanza della lingua italiana ed una capacità di scrittura molto personale, vivace ed insieme elegante, di respiro moderno, senza ricorrere a prestiti dialettali o a sperimentazioni innovative d'altro genere.
Nel 2003 scrive Il Poeta e il diavolo, suo secondo romanzo, il cui tema narrante è la brutalità ed immanenza del male. Partendo da una storia ambientata nel ghetto di Varsavia alla fine della seconda guerra mondiale, Emanuele Giudice riconduce il filo del romanzo fino alla guerra in Bosnia ed Erzegovina dei primi anni novanta. Sul romanzo, il critico Giuliano Manacorda scrive in una lettera all'autore: "Ora io non starò certo a esprimere giudizi, ma appena l'avvio di un discorso che forse è giusto e forse no. Intanto il romanzo riproduce una situazione estrema di perfidia, di persecuzione, di male che purtroppo è stato un carattere dominante della nostra storia e lo fa con tali altezze e verità di scrittura da rendere quelle pagine doppiamente vere nella vicenda e nella parola che la ricostruisce, e dunque l'opera 'funziona' - a me pare – perfettamente come storia /situazioni, vicende, psicologia) e come letteratura (romanzo). E dunque per soppesare (?) i contenuti, mi è parsa opera degnissima."
E nel 1993, nel pieno svolgimento della guerra in Bosnia Erzegovina, insieme ad un gruppo di cittadini di Vittoria, Emanuele Giudice contribuisce a fondare l'associazione "per i diritti umani", riuscendo con tale strumento a far giungere in città un gruppo di circa 40 profughi che erano fuggiti dai bombardamenti della guerra, alcuni dei quali sopravvissuti al massacro di Srebrenica. Il gruppo di bosniaci, composto prevalentemente da donne e bambini, si integrò pienamente in città e molti di loro ancora vi abitano.
Nel 2002 ad Emanuele Giudice viene assegnato il Premio della cultura della Presidenza del Consiglio dei Ministri.
Emanuele Giudice ha scritto anche sui temi della Passione di Cristo, della Crocifissione e della Resurrezione, compendiati nel Dramma Sacro, sacra rappresentazione del Venerdì Santo della Città di Vittoria, e in Resurrectio, rappresentazione sacra della Domenica di Pasqua, nella stessa città iblea. Il suo teatro sacro fa trasparire la sua fede in un cattolicesimo progressista, sempre rivolto ai poveri e agli ultimi, all'uomo sofferente, inquieto e pieno di interrogativi, un uomo malinconico di questo tempo della modernità.
| Controllo di autorità | VIAF (EN) 247945659 · ISNI (EN) 0000 0003 8589 9352 · SBN CFIV038309 · LCCN (EN) n86853801 · GND (DE) 1179109783 |